# Kalmucker

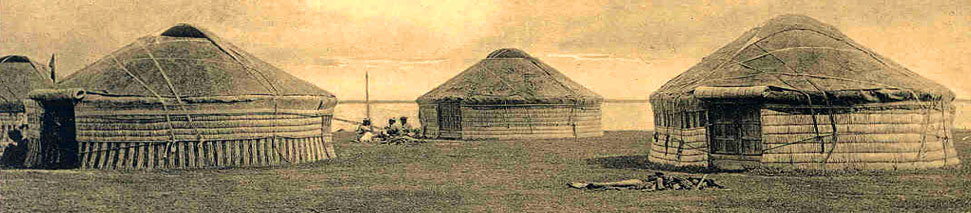
En traditionell boplats med kalmuckiska tält, så kallade jurtor.

Kalmuckerna är ett mongolfolk bosatt i europeiska Ryssland. De härstammar från mongoliska nomader som utvandrade till lägre Volgaregionen på 1600-talet. I dag bor cirka 177 000 kalmucker i Kalmuckien i sydvästra delen av Ryssland. Ungefär en femtedel bor i städer och större samhällen. En del är jordbrukare, men många lever fortfarande som nomadiska herdar och bor i jurta.
Traditionellt levde kalmuckerna i storfamiljer. Gifta söner bodde kvar hos sina föräldrar, medan gifta döttrar flyttade till sina makars hem. 
De flesta kalmucker praktiserar lamaism, men en liten del har konverterat till islam. Det finns även en del ortodoxa kristna.

## Historia

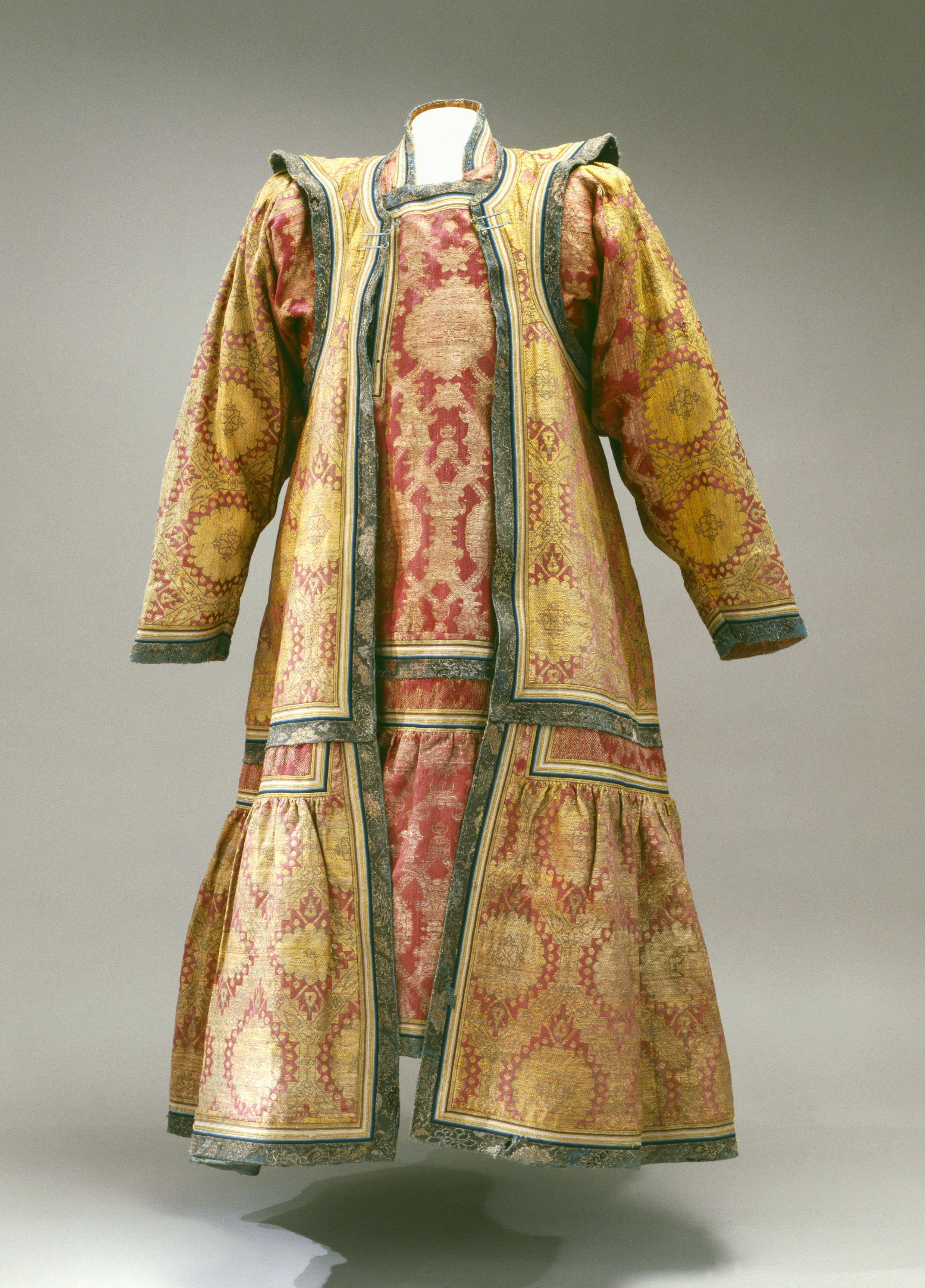
Västmongolisk dräkt från cirka 1700. Dräkten hemfördes av Birgitta Scherzenfeldt och hennes make Johan Gustaf Renat efter långvarig fångenskap hos kalmuckerna i Djungariet. Dräkten förvaras nu i Livrustkammaren

Kalmuckerna härstammar från oiroterna, ett västmongoliskt folk. Från början levde de i Sibirien, men efter konflikter med sibiriska tatarer flyttade kalmuckerna västerut, till Volgadalen. Åren 1664–1771 levde kalmuckerna i det kalmuckiska khanatet. De lydde under den ryska tsaren, men hade visst självstyre. 
År 1771 gav sig cirka 125 000 kalmucker av till Dzungariet (ett område omfattande delar av dagens Xinjiang i Kina, samt Mongoliet), möjligen på grund av förtryck från Ryssland. De flesta dog på vägen. Khanatet upplöstes och inkorporerades i den ryska guvernementet Astrachan. Rysslands regering lät omförflytta en del kalmucker till floderna Ural, Terek och Kuma, andra till Sibirien.
I samband med den ryska revolutionen 1917 ställde sig en del kalmucker på Vita arméns sida och emigrerade västerut efter bolsjevikernas seger. I dag bor kalmucker bland annat i USA, Schweiz och Tyskland. Kalmuckernas autonoma oblast inrättades 1920, vilken ombildades till Autonoma socialistiska sovjetrepubliken Kalmuckien på 1930-talet. 
Under Josef Stalins tid vid makten kom kalmuckerna att, liksom många andra sovjetiska minoritetsfolk, deporteras till Sibirien, Altaj, Centralasien och Kazakstan. Mer än en tredjedel av alla kalmucker dog, liksom många av deras kulturyttringar. Åren 1957–58 återetablerades autonomin i Kalmuckien och några av kalmuckerna kunde flytta tillbaka.

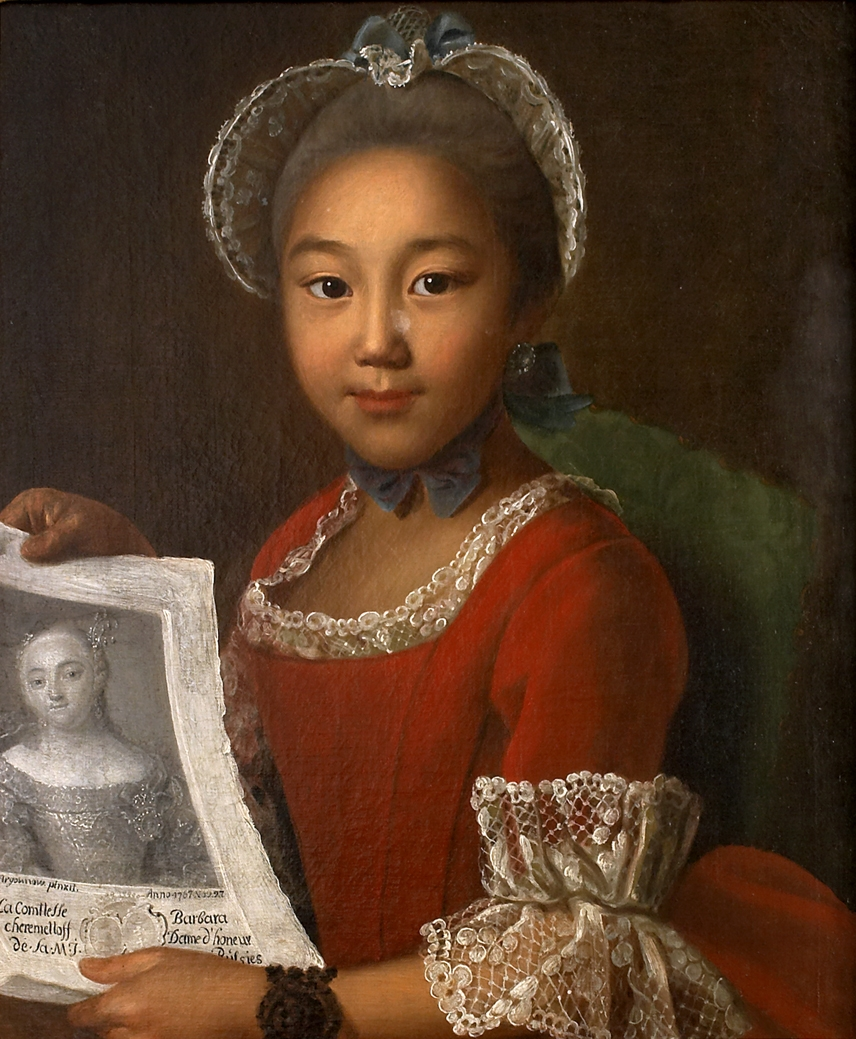
Den kalmuckiska flickan Anushka (målad 1767). Hon var en livegen elev till den ryska grevinnan Varvara Sheremeteva, vars porträtt hon håller i händerna.

## Kalmuckerna i dag
Sedan 1996 heter kalmuckernas territorium Republiken Kalmuckien (på kalmuckiska Chalmg Tangghtj). I huvudstaden Elista finns ett institut för buddhism och det kalmuckiska språket.